# Creu de Palau
Creu de Palau, La Creu de Palau – miejscowość w Hiszpanii, w Katalonii, w prowincji Girona, w comarce Gironès, w gminie Girona.
Według danych INE w 2020 roku liczyła 45 mieszkańców – 35 mężczyzn i 10 kobiet. 